# Korning (plaats)
Korning is een plaats in de Deense regio Midden-Jutland, gemeente Hedensted, en telt 412 inwoners (2008).